# Gohia
Gohia là một chi nhện trong họ Toxopidae, được mô tả đầu tiên bởi R. de Dalmas năm 1917.

## Các loài
Tính đến  tháng 5 năm 2019 it contains four species, all from New Zealand:
- Gohia clarki Forster, 1964 – New Zealand (Campbell Is.)
- Gohia falxiata (Hogg, 1909) (type) – New Zealand (Auckland Is.)
- Gohia isolata Forster, 1970 – New Zealand
- Gohia parisolata Forster, 1970 – New Zealand